# Kevin Luckassen
Kevin Luckassen (Eindhoven, 26 juli 1993) is een Nederlands-Ghanees voetballer die als aanvaller speelt. Zijn broers Derrick Luckassen, Brian Brobbey en Samuel Brobbey zijn ook profvoetballer.

## Loopbaan
Luckassen speelde in de jeugd voor AFC, AVV Zeeburgia en Amstelveen Heemraad voor hij in 2009 bij AZ kwam. Daar debuteerde hij op 22 september 2011 in het eerste elftal als invaller voor Ali Messaoud in de thuiswedstrijd om de KNVB Beker tegen FC Groningen.
In 2013 transfereerde hij naar het Schotse Ross County FC. Daar debuteerde hij op 3 augustus 2013 in de met 2-1 verloren uitwedstrijd bij Celtic FC. In februari 2014 werd hij na een stage door FC Slovan Liberec gecontracteerd. In het seizoen 2016/17 speelde hij in Oostenrijk voor SKN Sankt Pölten. Na een periode zonder club, sloot hij in maart 2018 aan bij Northampton Town. In het seizoen 2018/19 speelde Luckassen voor Almere City FC. In januari 2020 ging hij voor het Roemeense CSM Politehnica Iași spelen. Een half jaar later ging Luckassen naar FC Viitorul Constanța. Op 31 januari 2021 ging hij naar Kayserispor. In september 2021 sloot hij aan bij het Roemeense ACS Sepsi OSK Sfântu Gheorghe.
In 2013 gaf Luckassen aan voor Ghana uit te willen komen.

## Statistieken
| Seizoen | Club               | Land       | Competitie              | Wed. | Goals |
| ------- | ------------------ | ---------- | ----------------------- | ---- | ----- |
| 2011/12 | AZ                 | Nederland  | Eredivisie              | 0    | 0     |
| 2012/13 | AZ                 | Nederland  | Eredivisie              | 0    | 0     |
| 2013/14 | Ross County FC     | Schotland  | Scottish Premier League | 14   | 0     |
| 2013/14 | FC Slovan Liberec  | Tsjechië   | 1. česká fotbalová liga | 10   | 2     |
| 2014/15 | FC Slovan Liberec  | Tsjechië   | 1. česká fotbalová liga | 17   | 3     |
| 2015/16 | FC Slovan Liberec  | Tsjechië   | 1. česká fotbalová liga | 9    | 2     |
| 2016/17 | SKN Sankt Pölten   | Oostenrijk | Bundesliga              | 23   | 4     |
| 2017/18 | Northampton Town   | Engeland   | League One              | 4    | 1     |
| 2018/19 | Almere City FC     | Nederland  | Eerste divisie          | 26   | 2     |
| 2019/20 | Politehnica Lasi   | Roemenië   | Liga 1                  | 15   | 5     |
| 2020/21 | Viitorul Constanta | Roemenië   | Liga 1                  | 18   | 9     |
| 2020/21 | Kayserispor        | Turkije    | Süper Lig               | 14   | 0     |
| Totaal  | Totaal             | Totaal     | Totaal                  | 150  | 28    |

## Erelijst

### MetAZ
| Nationaal          |    |         |
| Winnaar KNVB Beker | 1x | 2012/13 |

### MetSlovan Liberec
| Nationaal       |    |         |
| Winnaar MOL Cup | 1x | 2014/15 |